# هیزلتان (کالیفرنیا)
هیزلتان (به انگلیسی: Hazelton) یک منطقهٔ مسکونی در ایالات متحده آمریکا است که در شهرستان کرن، کالیفرنیا واقع شده‌است. هیزلتان ۲۳۵ متر بالاتر از سطح دریا واقع شده‌است.